# 佐渡谷重信
佐渡谷 重信（さどや しげのぶ、1932年1月31日 - 2019年8月14日）は、日本のアメリカ文学者、比較文学者、翻訳家。西南学院大学名誉教授。

## 略歴
東京生まれ。1955年早稲田大学教育学部卒。1959年西ミシガン大学大学院留学。1969年イェール大学研究員。西南学院大学教授。2003年定年退職、名誉教授。2019年8月14日、心不全のため死去、87歳。
比較文学では明治期日本文学へのアメリカ文学の影響研究や美術研究、米国作家研究で著書を多数刊行した。

## 著書
- 『アメリカ作家の作品とスタイル』（研究社、時事英語ライブラリー） 1959
- 『アメリカ留学の秘訣と対策』（研究社出版） 1962
- 『アメリカ大学総覧』（研究社出版） 1964
- 『アメリカ小説論 人間疎外と反逆精神』（泰文堂） 1965
- 『アメリカ留学の便覧』（泰文堂） 1967
- 『浪費をつくり出す人々』（泰文堂） 1967
- 『近代日本とホイットマン 日本における影響の全貌』（竹村出版） 1969
- 『アメリカ精神と近代日本 森有礼から三島由紀夫まで』（弘文堂） 1974
- 『アメリカ精神と日本文明』（潮新書） 1976、のち講談社学術文庫 1990
- 『日本近代文学の成立 アメリカ文学受容の比較文学的研究』上・下（明治書院） 1977
- 『ノーマン・メイラーの世界』（評論社、英米文学シリーズ） 1977
- 『評伝有島武郎』（研究社出版） 1978
- 『抱月島村滝太郎論』（明治書院） 1980
- 『三島由紀夫における西洋』（東京書籍、東書選書） 1981
- 『漱石と世紀末芸術』（美術公論社） 1982、のち講談社学術文庫 1994
- 『坪内逍遥 伝統主義者の構図』（明治書院、国文学研究叢書） 1983
- 『鴎外と西欧芸術』（美術公論社） 1984
- 『ポーの冥界幻想』（国書刊行会） 1988
- 『ブリューゲル』（美術公論社） 1990
- 『エドガー＝A＝ポー』（清水書院、Century books） 1990、のち新装版 2016
- 『絵画で読む死の哲学』（講談社学術文庫） 1998

### 共編著
- 『時事英語要語辞典』（編、泰文堂） 1967
- 『高校英語クエスチョン・ボックス』（福田陸太郎共編、泰文堂） 1970
- 『比較文学』（吉田精一, 武田勝彦共編、潮文社） 1972
- 『アメリカ文明と言葉』（鳥居次好, 小野経男共著、泰文堂） 1976
- 『バーナード・マラマッド研究 人間への愛と憐憫と悲哀の軌跡』（泰文堂） 1987

## 翻訳
- 『ボス 光と闇の中世』（W・S・ギブソン、美術公論社） 1989
- 『森の生活 ウォールデン』（ヘンリー・ソロー、講談社学術文庫） 1991
- 『民主主義の展望』（ウォールト・ホイットマン、講談社学術文庫） 1992
- 『ギリシア神話と英雄伝説』上・下（トマス・ブルフィンチ） 1995

## 論文
- 佐渡谷重信 一覧